# The Masterplan
Cet article concerne l'album d'Oasis. Pour la chanson du même groupe, voir The Masterplan.
Albums de Oasis
Be Here Now
(1997) Standing on the Shoulder of Giants
(2000)
Singles
The Masterplan est une compilation du groupe anglais Oasis. Sortie le 2 novembre 1998, elle compile des faces B du groupe qui ne figurent pas sur leurs albums studio mais que l'on retrouve sur leurs singles. Cette compilation était initialement conçue pour faire découvrir ces morceaux dans des régions du monde où les singles du groupe n'étaient disponibles qu'en importations coûteuses depuis l'Europe, notamment aux États-Unis et au Japon. Au Royaume-Uni, l'album se hisse à la deuxième place des ventes à sa sortie et y est certifié trois fois disque de platine. Aux États-Unis, il se classe à la 51e place. Au total, il se vend à 2 millions d'exemplaires, et quatre de ses titres figurent dans la compilation Stop the Clocks.

## Liste des titres
| No  | Titre                                        | Auteur                           | Single                   | Durée |
| --- | -------------------------------------------- | -------------------------------- | ------------------------ | ----- |
| 1.  | Acquiesce                                    | Noel Gallagher                   | Some Might Say           | 4:24  |
| 2.  | Underneath the Sky                           | Noel Gallagher                   | Don't Look Back in Anger | 3:21  |
| 3.  | Talk Tonight                                 | Noel Gallagher                   | Some Might Say           | 4:21  |
| 4.  | Going Nowhere                                | Noel Gallagher                   | Stand by Me              | 4:39  |
| 5.  | Fade Away                                    | Noel Gallagher                   | Cigarettes & Alcohol     | 4:13  |
| 6.  | The Swamp Song                               | Noel Gallagher                   | Wonderwall               | 4:19  |
| 7.  | I Am the Walrus (live / reprise des Beatles) | John Lennon & Paul McCartney     | Cigarettes & Alcohol     | 6:25  |
| 8.  | Listen Up                                    | Noel Gallagher                   | Cigarettes & Alcohol     | 6:21  |
| 9.  | Rockin' Chair                                | Noel Gallagher & Chris Griffiths | Roll With It             | 4:35  |
| 10. | Half the World Away                          | Noel Gallagher                   | Whatever                 | 4:21  |
| 11. | (It's Good) To Be Free                       | Noel Gallagher                   | Whatever                 | 4:18  |
| 12. | Stay Young                                   | Noel Gallagher                   | D'You Know What I Mean?  | 5:05  |
| 13. | Headshrinker                                 | Noel Gallagher                   | Some Might Say           | 4:38  |
| 14. | The Masterplan                               | Noel Gallagher                   | Wonderwall               | 5:22  |

## Classement des ventes
| Pays        | Position (en 1998) |
| ----------- | ------------------ |
| Canada      | 11                 |
| Suède       | 20                 |
| France      | 20                 |
| Suisse      | 40                 |
| Norvège     | 18                 |
| Allemagne   | 55                 |
| Finlande    | 32                 |
| Royaume-Uni | 2                  |